# Привреда Социјалистичке Федеративне Републике Југославије
Упркос заједничком почетку, привреда Социјалистичке Федеративне Републике Југославије била је много другачија него привреде Совјетског Савеза и осталих источноевропских социјалистичких земаља, посебно након југословенско-совјетског сукоба 1948. године. Окупационе и ослободилачке борбе у Другом светском рату оставиле су југословенску инфраструктуру девастираном. Чак су и најразвијенији делови земље били увелико руинирани, а оно мало индустрије у држави је било углавном оштећено или уништено.

## Послератне године
У првим послератним годинама видно је било спровођење совјетског стила петогодишњег плана реконструкције кроз масовни добровољни рад. Убрзано се радило на електрификацији руралних области а развијана је и тешка индустрија. Одмах након краја Другог светског рата већи број стручњака из СССР-а дошао је у Југославију како би потпомогли обнову земље. Економија је била организована као социјалистичка привреда где се извршила национализација фабрика, а радници су имали право на одређени део свог профита.
Приватне занатске радње су могле запошљавати до 4 особе по власнику. Земља је била делимично национализована и редистрибуисана, а делимично и колективисана. Фармери су могли поседовати сопствена земљишта до 10 хектара по особи а вишак пољопривредног земљишта је припао под власништво задруга, пољопривредног предузећа или локалне заједнице. Они су могли продати или купити земљиште, као и дати га људима у пуном закупу.
Обнова земље је текла релативно брзо а коришћен је модел Омладинских радних акција које су у великој мери убрзале и појефтиниле обнову. У овом периоду учињен је и значајан искорак у унапређењу инфраструктуре, обновљени су мостови, путеви, пруге, а поред тога направљене су и нове пруге попут пруге Брчко-Бановићи.
После разлаза Југославије са Совјетским Савезом, Запад је дошао СФРЈ у помоћ кроз кредите и војну помоћ.
СФРЈ је од свог настанка покушавала да развије тешку индустрију, за разлику од Краљевине Југославије која је развијала лаку индустрију. Прве године након Другог светског рата пратила је велика несташица радне снаге, нарочито након пуштања ратних заробљеника. Потребе за радном снагом у одређеним гранама попут рударства, шумарства или грађевине биле су огромне. С друге стране, радна снага се налазила на селима, где су сељаци радили на својим имањима. Држава је кренула у процес убрзане индустријализације која је била често праћена приморавањем сеоског становништва да раде у фабрикама и рудницима. Овај систем „инстант“ индустријализације имао је за последицу неквалификовану и/или ниско квалификовану радну снагу која је правила изразито неквалитетне производе, а капацитети су били само делимично искоришћени.

## 1950-е и 1960-е
Педесетих година уведено је социјалистичко самоуправљање, које је смањило државну контролу привреде. Директоре државних предузећа је контролисао раднички савет, у којем су се налазили сви запослени, свако са по једним гласом. Раднички савет је именовао руководство, често тајним путем. Комунистичка партија је организована у свим предузећима и најутицајнији радници су најчешће били чланови Партије, тако да су директори често, али не и увек, именовани само уз пристанак Партије. Године 1950. југословенски БДП је био 22. у Европи.
Са изузетком рецесије половином 1960-их, привреда земље је брзо напредовала. Незапосленост је била ниска и ниво образовања радне снаге се стално повећавао. Због неутралности Југославије и водеће улоге у Покрету несврстаних, југословенска предузећа извозе и на западна и на источна тржишта. Југословенске компаније су спровеле изградњу бројних великих и значајних инфраструктурних и индустријских пројеката у Африци, Европи и Азији. Године 1965. уведен је нови динар. Претходни динар, којим се трговало по курсу 1:700 за амерички долар, замењен је новим, којим се тргује 1:12,5 за амерички долар.
Чињеница да је Југословенима било дозвољено да слободно емигрирају од 1960-их изазвала је драстичан пад броја незапослених, и могућност да многи нађу посао у западној Европи, посебно у Немачкој. Емиграција је углавном изазвана дерурализацијом и пре-насељавањем већих градова. Емиграција је била извор капитала и страних валута. Систем је институционализован у привреди. Од 1961. до 1971. године, број гостујућих радника из Југославије у Западној Њемачкој је повећан са 16.000 на 410.000.

## 1970-е
Седамдесетих година привреда је реорганизована према теорији Едварда Кардеља о удруженом раду, у којој је право на одлучивање и учешће у добити друштвених предузећа базирано на инвестиционом раду. Сва предузећа су била трансформисана у организације удруженог рада.
Радници су организовани у синдикате који су постојали у целој земљи. На штрајкове је могао позвати било који радник, или било која група радника, и они су били уобичајени у одређеним периодима. Штрајкови за јасне приговоре, без политичке мотивације обично су резултовали брзом сменом руководства и повећањем плата и/или бенефиција. До штрајкова је долазило у временима политичких или економских тешкоћа, али су постајали све чешћи осамдесетих када су узастопне владе покушавале да спасу привреду програмом штедње под покровитељством Међународног Монетарног Фонда.
Од 1970. године па надаље, и поред тога што је 29% становништва радило у пољопривреди, Југославија је била нето увозник пољопривредних производа.

## Утицај нафтне кризе
Током и после нафтне кризе седамдесетих година, спољни дуг је драстично порастао, и раних осамдесетих година је износио више од 20 милијарди долара. Владе Милке Планинц и Бранка Микулића су увеле политику стабилизацију и смањење спољног дуга, која се у пракси састојала од тешких мера штедње – тзв. шок третман. Током осамдесетих година југословенско становништво је претрпело увођење ограничење горива (40 литара по возилу месечно), ограничење коришћења аутомобила до 6 дана у седмици на основу задњег броја на регистарској таблици (пар-не пар систем), тешка ограничења на увоз робе и плаћање депозита по изласку из земље. Било је несташице кафе, чоколаде и детерџента за прање. Током неколико сувих лета, Влада, неспособна за увоз електричне енергије, била је присиљена да уведе рестрикције.

## Колапс југословенске привреде
Југославија је некада била регионална индустријска сила и имала је економски успјех. Две деценије пре осамдесетих, годишњи бруто домаћи производ у просеку је имао раст од 6,1% на годишњем нивоу, здравствено осигурање је било потпуно бесплатно исто као и образовање, писменост је износила 91% становништва, а очекивани животни век је био 72 године. Пет година од распада, рат и ембарго уништили су привреду бивше Југославије.